# CV-31
La carretera CV-31 (Distribuidor Norte/Nord) es una vía que une la CV-30 con la CV-35 y que discurre entre Paterna, la Feria de Muestras de Valencia y Benimámet (Valencia).

## Nomenclatura

Indicador

La carretera CV-31 (Distribuidor Comarcal Norte) pertenece a la Red autonómica de carreteras de la Comunidad Valenciana, comunica la Ronda Norte de Valencia con la Autovía de Ademuz por la Feria de Muestras de Valencia.

## Historia
La CV-31 es una autovía de nueva creación, y por tanto no existía como tal.

## Trazado actual
La CV-31 inicia su recorrido en el enlace con la CV-30 (Ronda Norte de Valencia). Discurre como circunvalación entre Paterna y la Feria de Muestras de Valencia. También tiene acceso al Velódromo Luís Puig. Después, enlaza con la CV-365. Su itinerario continúa hasta enlazar con la CV-35 Autovía del Túria o de Ademuz. A continuación finaliza su recorrido como autovía y pasa a ser carretera convencional con la denominación CV-310. Pasa cerca de las poblaciones de Godella y Rocafort. Después, enlaza con la A-7 en su tramo por el By-pass de Valencia. Por último, llega hasta la población de Bétera.

## Salidas
}}Sentido CV-30 a CV-35/Godella:
1) CV-367, Paterna, Benimámet y Feria de Muestras de Valencia. Esta salida se divide a su vez en 2: 1: Paterna, Benimámet y Velódromo Lluís Puig. 2: Feria Valencia (Feria de Muestras), Burjasot y Terramelar.**
2) CV-365 (dirección Paterna), Paterna, Aeropuerto de Valencia, A-3 y V-30.
3) CV-35 (dirección Ademuz) y A-7.
- - Para coger la CV-365 que finaliza en la CV-35 en dirección Valencia se debe tomar la primera salida en dirección Feria Valencia, Burjasot y Terramelar. Llegamos hasta el final de la vía de servicio que es una rotonda y cogemos la salida Valencia Norte CV-35.

}}Sentido CV-35/Godella a CV-30:
1) CV-35 (dirección Liria).
2) CV-35 (dirección Valencia.
3) CV-365, Paterna, Aeropuerto de Valencia, A-3 y V-30.
4) Feria Valencia (Feria de Muestras), Burjasot y Paterna.
5) Un párking de la Feria Valencia.
6) Se divide en dos: 1: CV-30 (Valencia centro y norte) y 2: V-30 (Circunvalación de Valencia), A-7 y N-335 (Valencia sur y oeste).

## Futuro de la CV-31
Se prevé prolongar la autovía CV-31 hasta San Antonio de Benagéber como alternativa de entrada y salida a la Autovía de Ademuz CV-35.